# Mauro Simonetti
Mauro Simonetti (n. 14 iulie 1948, Livorno, Italia) a fost un ciclist de performanță ce a reprezentat Italia, medaliat olimpic. A participat la o ediție a Jocurilor Olimpice (1968) în care a câștigat o medalie de bronz.